# Туроверов, Александр Васильевич
Александр Васильевич Туроверов  (1833—1890) — поэт, военный деятель.

## Биография
А. В. Туроверов родился в потомственной дворянской семье, окончил Новочеркасскую гимназию и юридический факультет Харьковского университета. С октября 1848 года работал в канцелярии войскового правления, а потом войсковым есаулом и адъютантом при донском наказном атамане. За это время получил чин войскового старшины и ордена Святого Станислава и Святой Анны 3-х степеней. С 1861 по 1863 годы служил мировым посредником в Донецком округе и в октябре 1869 года был уволен в отставку в чине подполковника. В марте 1870 года он снова вернулся на службу и являлся «непременным членом областного по крестьянским делам присутствия». В мае 1887 года он получил чин генерал-майора, окончательно отойдя от дел, предавшись любимому занятию — стихотворчеству.

## Творчество
Александр Туроверов был известен как автор сборника стихотворений «Казачьи досуги» (1858), где помещены стихотворения «Конь боевой с походным вьюком» и «Много лет Войску Донскому», ставшие популярными в широких слоях казачества (первое стихотворение стало широко известной песней). Этот родовой туроверовский талант к стихотворчеству передается в дальнейшем и Николаю Туроверову.
Александр Васильевич Туроверов похоронен в городе Новочеркасске.